# 메비바이트
| 바이트 크기     | 바이트 크기  | 바이트 크기 | 바이트 크기 | 바이트 크기        | 바이트 크기 |
| SI 접두어       | SI 접두어    | 전통적 용법 | 전통적 용법 | 이진 접두어        | 이진 접두어 |
| 기호(이름)      | 값           | 기호        | 값          | 기호(이름)         | V값         |
| --------------- | ------------ | ----------- | ----------- | ------------------ | ----------- |
| kB (킬로바이트) | 10001 = 103  | KB          | 10241 = 210 | KiB (키비바이트)   | 210         |
| MB (메가바이트) | 10002 = 106  | MB          | 10242 = 220 | MiB (메비바이트)   | 220         |
| GB (기가바이트) | 10003 = 109  | GB          | 10243 = 230 | GiB (기비바이트)   | 230         |
| TB (테라바이트) | 10004 = 1012 | TB          | 10244 = 240 | TiB (테비바이트)   | 240         |
| PB (페타바이트) | 10005 = 1015 | PB          | 10245 = 250 | PiB (페비바이트)   | 250         |
| EB (엑사바이트) | 10006 = 1018 | EB          | 10246 = 260 | EiB (엑스비바이트) | 260         |
| ZB (제타바이트) | 10007 = 1021 | ZB          | 10247 = 270 | ZiB (제비바이트)   | 270         |
| YB (요타바이트) | 10008 = 1024 | YB          | 10248 = 280 | YiB (요비바이트)   | 280         |

메비바이트(영어: Mebibyte, MiB) 또는 메가 이진 바이트(Mega binary byte)는 정보위나 컴퓨터 저장장치의 단위이다.
1 메가 이진 바이트 = 220 바이트 = 1,048,576 바이트 = 1,024 키비바이트
메가 이진 바이트와 비슷한 말인 메가바이트 (MB)는 상황(이진 접두어 참조)에 따라서 106 바이트 = 1,000,000 바이트로 사용된다. 두 용어는 비슷하지만 착오를 일으키는 경우가 잦다. 예를 들면 파일의 크기나 저장 장치의 빈공간의 크기를 정확하게 파악해야 할 경우가 있다. 이 혼란은 마이크로소프트의 윈도 운영 체제가 1000 킬로바이트로 똑같이 세 번째 숫자로 우리에게 크기를 보고하기 때문에 더욱 가중된다.
이 단위는 IEC가 1998년 11월에 정의하였다. 메가 이진 바이트와 관련 이진 바이트 단위는 IEEE와 CIPM에 의하여 빠르게 보급되었다.
1 메가 이진 바이트는 1024 (= 210) 킬로 이진 바이트와 같고 1024 메가 이진 바이트는 1 기가 이진 바이트와 같다.
Mibibyte는 약자나 주변 접두어(예 "kibi", "gibi")가  형성되는 과정에서 혼동하여 "i"에서 오는 일반적으로 잘못된 표기법이다. 실제로 "i"는 접두어의 마지막 부분이다.
Tebi- 과 pebi- 는 비슷하게 줄여서 Ti- 과 Pi-이 있지만 이것 역시 저장장치 크기(와 응답 속도)가 현재는 전문화된 상황이기 때문에 잘못된 표기법이다.

## 같이 보기
- 키비바이트
- 기비바이트
- 메가바이트
- 이진 접두어
- SI 접두어
- 바이트
- 메비비트